# Kühlenfels

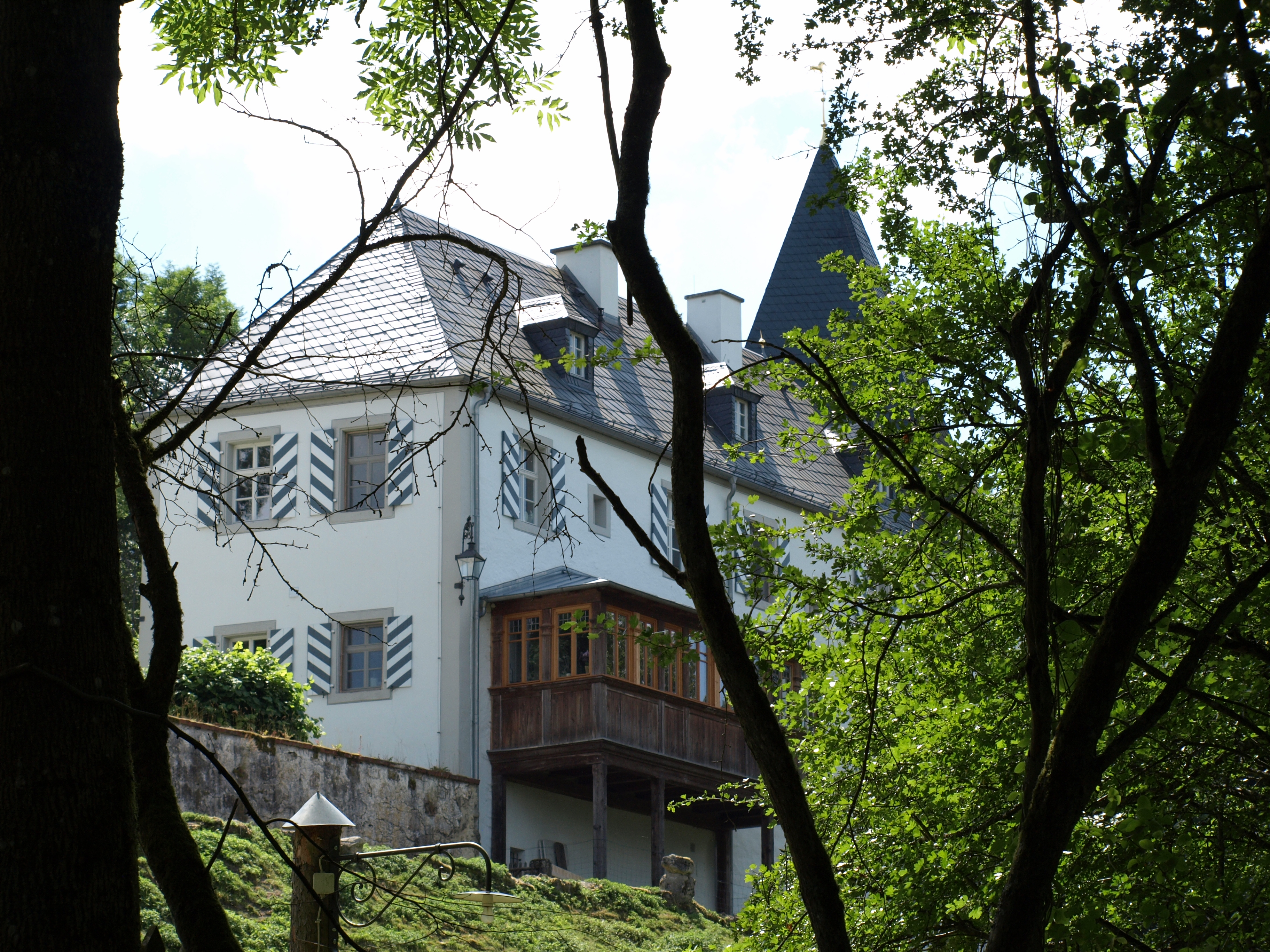
Schloss Kühlenfels (Rückseite), vom Waldweg aus

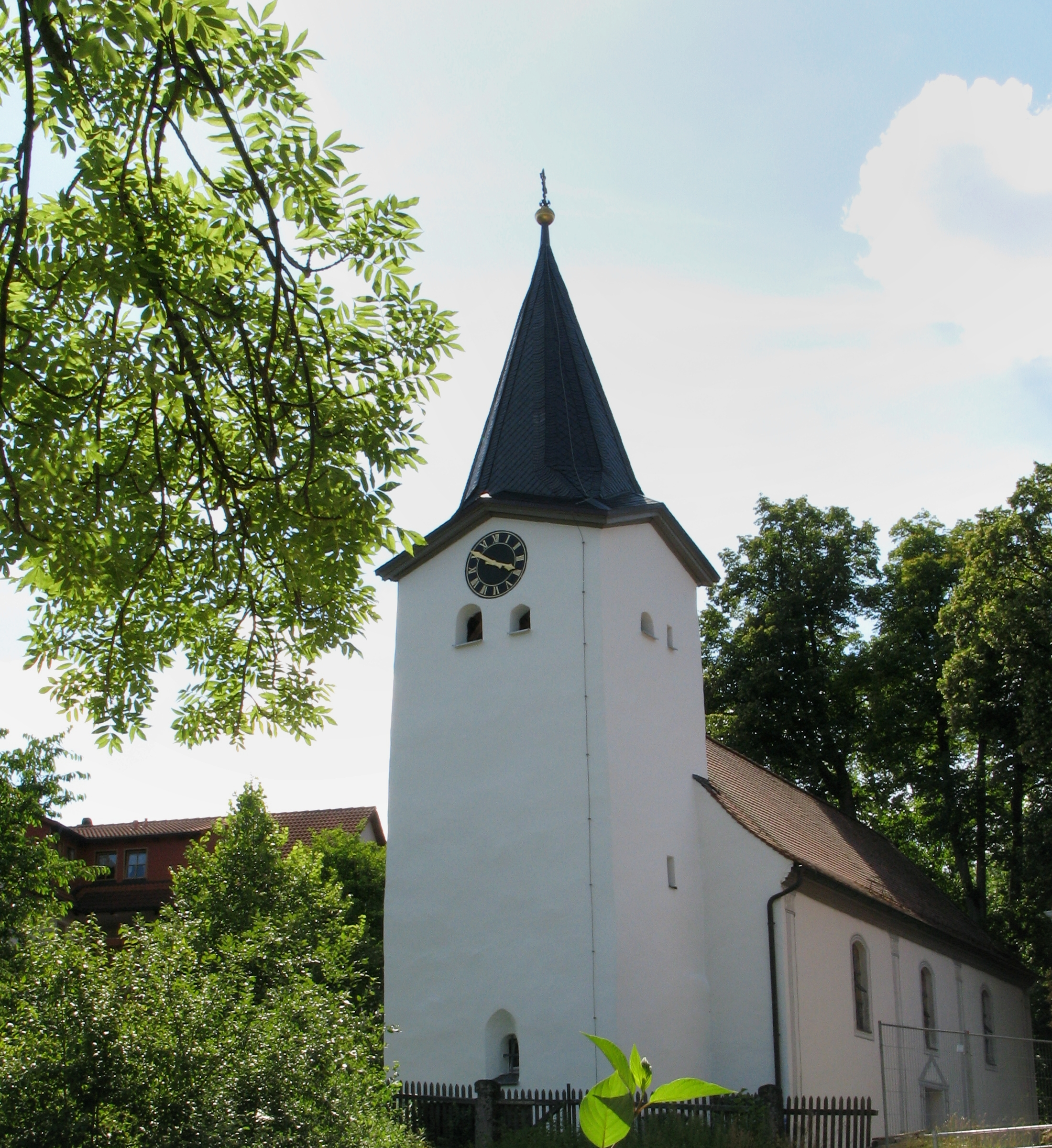
Dorfkirche

Kühlenfels ist ein Gemeindeteil der Stadt Pottenstein im Landkreis Bayreuth (Oberfranken, Bayern). Die Gemarkung Kühlenfels hat eine Fläche von 1,860 km². Sie ist in 404 Flurstücke aufgeteilt, die eine durchschnittliche Flurstücksfläche von 4603,60 m² haben.

## Geografie
Das Kirchdorf liegt auf der Fränkischen Alb (Fränkischer Jura) südöstlich von Pottenstein. Östlich von Kühlenfels liegt das sehenswerte Klumpertal.

## Etymologie
Der Name Kühlenfels leitet sich von Kulm ab, einem Toponym für Gipfel eines Berges, Kegelberg oder auch Kuppe. Weitere Abwandlungen sind Kulmleins, Kulmelins, Kulmbus, Külmaß und Kulnfels. Er hat nach der örtlichen Geschichtsforschung durch Willy Hofmann einen slawischen Ursprung.

## Geschichte
Besiedelt wurde Kühlenfels von slawischen Jägern und Fischern wohl bereits im 9. Jahrhundert, nachgewiesen ist das allerdings erst für das 10. Jahrhundert. Um das Jahr 1000 erfolgte die Missionierung des Dorfes und schließlich die Eingliederung in das Erzbistum Bamberg.
Das Kühlenfelser Schloss wurde als bambergisches Lehen 1348 erstmals erwähnt und die erste ansässige Adelsfamilie der Melcher bekam ihre verbrieften Nutzungsrechte durch Otto von Bamberg verliehen. Das Wappen der Melcher zeigt im Schild zwei überkreuzte Gabeln. Ebenfalls urkundlich dokumentiert ist die Übertragung des Zehnten von Velden zum Pfarrgut von Pottenstein, von wo aus auch die kirchliche Betreuung erfolgte.
1502 ging Schloss Kühlenfels an Hans und Heinz von Rabenstein über.
1521 zogen aufständische Bauern von Hallstadt aus brandschatzend durch das Land um Bamberg und erreichten 1525 auch Kühlenfels. Ort und Schloss wurden geplündert und niedergebrannt.
Nachfolger der Herren von Rabenstein wurden 1563 die Herren von Guttenberg. Regionale Bekanntheit erlangte Lorenz von Guttenberg, einer der reichsten Grundbesitzer seiner Zeit, durch drei von ihm verursachte Rechtsstreite:
- Die in seinem Namen errichtete Klumpermühle wurde von den Einwohnern Pottensteins als unerwünschte Konkurrenz niedergerissen. Einen Neubau genehmigte der Bamberger Bischof mit der Auflage, nur für sich und die Bewohner des Rittergutes zu mahlen.
- Lorenz’ Wunsch nach einem eigenen Brauhaus, weil angeblich das Bier aus Pottenstein nichts taugte und der Lieferweg zu lang war, rief erneut den Unmut und Zorn der Pottensteiner hervor, die diesmal Recht bekamen. 1671 wurde vom Bestehen eines Brauhauses berichtet.
- Den größten Streit verursachte Lorenz durch das Anbringen seines Wappens an der Dorfkirche von Kühlenfels, die er als seine Patronatskirche ansah. Als 1771 Otto-Philip von Guttenberg starb, ordnete seine Witwe ein vierwöchiges Trauergeläute von täglich einer Viertelstunde an. Derartige Selbstherrlichkeiten wurden vom Pottensteiner Pfarrer nicht geduldet. Es kam zu Gewalttätigkeiten und Drohungen der Exkommunikation bei weiteren Zuwiderhandlungen gegen die Rechte der Pottensteiner Kirchenleitung. Schließlich wurde 1772 als schwerste kirchliche Strafe das Interdikt verhängt. Erst eine Bittschrift der mit in diese Strafe hineingezogenen Waidacher an Fürstbischof Franz-Ludwig beendete das Leid der Dorfbewohner ohne Gottesdienste, kirchliche Beerdigungen und Sakramente.

Bis zur Gebietsreform in Bayern war Kühlenfels eine Gemeinde im damaligen Landkreis Pegnitz mit dem Gemeindeteil Klumpermühle, der im 20. Jahrhundert abging. Am 1. Mai 1978 wurde Kühlenfels in die Stadt Pottenstein eingegliedert.
Im Juli 2005 feierte Kühlenfels sein 1025-jähriges Bestehen.
Aktuelle Eigentümerin des Schlosses ist Irmgard Belz, die es selbst bewohnt. Ihr verstorbener Mann Roland Belz ließ es nach dem Kauf renovieren. Die Zufahrt wurde mit einem Turm und einem Portal erweitert und damit das ursprüngliche Aussehen der Anlage wiederhergestellt. Zudem wurde ein Schlosspark angelegt.

## Baudenkmäler
In der Liste der Baudenkmäler in Pottenstein (Oberfranken) sind für Kühlenfels drei Baudenkmäler aufgeführt.

## Persönlichkeiten
- Christoph Maier (1931–2021), Politiker, Mitglied des Bayerischen Landtags